# Eta Beta
Eta Beta (nome completo Luigi Salomone Calibano Sallustio Semiramide; in originale Eega Beeva) è un personaggio immaginario dei fumetti della Walt Disney. Venne ideato da Bill Walsh e Floyd Gottfredson nella striscia del 26 settembre 1947, inizio di una storia nota come Eta Beta l'uomo del 2000 (The man of tomorrow), pubblicata originariamente negli USA sulle strisce giornaliere per i quotidiani dal 22 settembre al 27 dicembre 1947; in Italia venne pubblicata sui primi 5 numeri di Topolino della Mondadori nel 1949 con il titolo di Topolino e l’uomo del 2000. È apparso come protagonista o comprimario in centinaia di storie a fumetti realizzate in vari paesi del mondo.

## Caratteristiche
Nella storia d'esordio, il luogo da cui proviene Eta Beta è volutamente avvolto nel mistero: Topolino lo incontra, come se fosse apparso dal nulla, nelle profondità di una spettrale caverna dove in passato si sono verificate diverse sparizioni di persone; ma oltre che provenire da un ipotetico mondo sotterraneo, è come se Eta venisse anche dal futuro, precisamente dall'anno 2447 d.C., come attesta il suo enorme orologio da taschino (si noti che la data segnata dall'orologio era esattamente 500 anni dopo quella in cui è ambientata la vicenda, il 1947), o comunque da un luogo dove il tempo scorre più velocemente. Inizialmente compare con indosso un piccolo gonnellino nero e con un fisico decisamente asciutto, piedi e mani grandi e un testone a forma di pera (proprio come si pensa che sarà l'uomo del futuro); successivamente lo stesso Gottfredson, riproponendolo in altre storie, spesso in abbinamento con il gangarone Flip e spesso in storie di ambientazione noir, ne addolcisce i lineamenti, realizzando una testa dalla forma più ellittica. Il vero nome di Eta Beta è Pittisborum Psercy Pystachi Pseter Psersimmon Plummer-Push, ma Topolino lo chiama Eega Beeva, laddove Eega (Eta nella versione italiana) è la ricorrente esclamazione del personaggio nella storia d'esordio, quando non ha ancora imparato a parlare nella nostra lingua. In Italia venne reso in Pluigi Psalomone Pcalibano Psallustio Psemiramide, semplificato in Eta Beta.
Eta possiede incredibili prerogative: non proietta la propria ombra, è dotato di grande forza fisica (nonostante l'esile corporatura), ha limitate capacità di precognizione e telepatia (poteri che vengono meno quando è raffreddato), ed è completamente privo di scheletro. Ha, inoltre, strani gusti alimentari: nelle storie originali americane, si nutre di cubetti di ghiaccio, piume di piccione e mandarini cinesi sottaceto (kumquat, che inizia a divorare dopo aver fatto indigestione di piume in Eta Beta e lo scassinatore fantasma) che nella versione italiana vengono sostituiti da palline di naftalina e qualche volta, compact disc e beve olio per motori.. Nel parlare, antepone molto spesso alle parole che iniziano per consonanti la lettera 'P', per cui ad esempio una normale parola come "tavolo" viene da lui pronunciata "ptavolo"; anche se normalmente lo si considera un banale difetto di pronuncia connaturato al personaggio, è vero che tutti gli individui del futuro parlano allo stesso modo: nella storia Pippo e il futuro troppo comodo (2001) viene spiegato che nel futuro i robot hanno portato la gente a impigrirsi, e per arginare il fenomeno ci si è costretti ad anteporre la p alle parole per sforzarsi almeno nel parlare. Eta Beta dorme stando in equilibrio sui pomi dei letti o sulle stalagmiti e ha inoltre sviluppato un'allergia al denaro: egli non ne comprende il valore, così nella prima storia arriva persino a sgranocchiarlo, ma dopo aver visto gli effetti negativi che può avere sulle persone, facendo loro perdere la ragione, inizia a odiarlo e manifesta una vera e propria allergia a partire da Eta Beta e la spia poeta; su questa sua vulnerabilità la coppia Walsh-Gottfredson ha costruito gag in più di una storia, spesso mettendolo in conflitto con Pietro Gambadilegno e i suoi disonesti tentativi di lucro. Le tasche del suo gonnellino hanno una capienza smisurata tanto che da esse riesce a estrarre all'occorrenza oggetti a non finire, anche di grandi dimensioni come motorini, elicotteri o imbarcazioni.
Se si considera che Eta Beta rappresenta lo stadio evolutivo dell'uomo tra cinquecento anni, è interessante notare come il misterioso popolo a cui appartiene risulta sì molto intelligente, ma anche in qualche modo regredito all'età della pietra (così si spiegano l'abbigliamento succinto, l'iniziale incapacità di parlare e l'estraneità di Eta alle più semplici norme e convenzioni sociali che lo rende spontaneo, sincero e naif), e, riflettendo sul fatto che i suoi autori scrivevano nel periodo post-bellico, è come se il buffo personaggio suggerisse che, in seguito a immani disastri nucleari, l'umanità dovrà prendere una naturale e più appropriata strada "involutiva" per evitare di soccombere. Nonostante la sua semplicità, messa in luce dal fatto che ama giocare con lo yo-yo, possiede in realtà una grande mente e, se vuole, è capace di realizzare invenzioni rivoluzionarie, la prima delle quali è l'Atombrello, un vezzoso ombrellino in grado di proteggere chi lo indossa da qualunque cosa, persino dalla bomba atomica.
Successivamente alcuni autori, specialmente quelli italiani, hanno descritto Eta come uno scienziato che vive normalmente nel presente, dove svolge studi e ricerche scientifiche mentre in altre è descritto come un extraterrestre e viaggiatore dello spazio. Sul n. 3000 di Topolino, nella storia "Eta Beta, l'uomo del 3000", veniva indicato provenire sia dal futuro che dallo spazio esterno. Nei primi anni 2000 si è tornati a considerarlo un uomo del futuro in quasi tutte le storie, come ad esempio nella serie Ultraheroes. Negli Stati Uniti il personaggio non ha goduto di molta fama dopo la gestione di Gottfreddson, che si concluse già nel 1950 quando il personaggio salutò Topolino per tornare nelle profondità terrestri, e cadde in un lungo oblio da quale è uscito solo negli anni novanta. In Italia invece è stato ripreso da diversi autori che ne hanno via via approfondito la storia e le caratteristiche, già fin dalla storia Topolino e il doppio segreto di Macchia Nera dell'accoppiata Guido Martina-Romano Scarpa.

## Flip
Flip (Pflip) è l'animale da compagnia di Eta Beta. È un rarissimo esemplare di gangarone (in originale Thnuckle-Booh, un misto di cane, gatto, volpe, zebra, drago, orso e rana, l'unico al mondo fino alla comparsa di Flip II), è di colore nero e ha la capacità di "fiutare" i crimini e i criminali. Compare dal nulla nella seconda storia del ciclo di Eta Beta, Topolino ed Eta Beta l'indovino; si nutre di manzanilli (in originale schnoodlums), creature visibili solo ai gangaroni, e mangia soltanto una volta all'anno. Quando è affetto da "zizzosi" (una malattia che colpisce solo i gangaroni), tutti coloro che gli stanno intorno sono costretti a dire la verità; soprattutto nelle storie di Gottfredson, la sua coda ha quasi sempre la forma di punto interrogativo, ed Eta Beta dice che questo accade quando Flip "si sta domandando qualcosa", per cui l'animaletto sarebbe perennemente immerso in complesse elucubrazioni. Ideato da Bill Walsh e Floyd Gottfredson, il personaggio è stato più volte utilizzato in alcune storie di Topolino di ambientazione noir, e anche ripreso da autori italiani come Guido Martina e Romano Scarpa, che in Topolino e il doppio segreto di Macchia Nera hanno fatto comparire un altro gangarone, Flip II; quest'ultimo, normalmente bianco, è in grado di segnalare un pericolo nel raggio di 100 metri o riconoscere una bugia quando viene detta mutando in rosso il colore della pelle; anche lui, come Flip, sa fiutare le tracce di un criminale. Nella storia Topolino e il dottor Tick-Tock di Casty (2013), Flip riesce a percepire con la sua coda i segnali radio.

## Altri personaggi legati a Eta Beta
- Zombi Baturzo, detto semplicemente Zombi, è un personaggio creato da Guido Martina e Luciano Gatto nel 1977[17], apparso in sei storie, tutte degli anni settanta e tutte sceneggiate da Martina[18]. Appartiene alla specie degli "uranidi" (non a caso è nato in un giacimento di uranio), è basso di statura e dalle forme squadrate, ma è capace di cambiare forma. Come Eta Beta e Flip, anche lui ha bizzarre abitudini alimentari: si nutre infatti di metallo, in particolare apprezza i catenacci arrugginiti. Ha molti poteri, può ad esempio rendersi invisibile, rilevare impronte digitali mordendo un oggetto, ed emettere raggi infrarossi[19]. Si esprime attraverso dei "bip", ovvero onde ultracorte che rimbalzano su Flip e poi su Eta Beta, tradotte in parole comprensibili; ha un'età plurimillenaria.
- La Cometa Beta è un personaggio creato nel 1992 dallo sceneggiatore Fabio Michelini e dal disegnatore Massimo De Vita: appare per la prima volta nella storia Topolino e la Cometa Beta.[6] Nella storia, Eta Beta viaggia nello spazio e naufraga sulla nube di Oort, che nella finzione fumettistica è un vero e proprio asilo nido per piccole comete: ognuna è rappresentata come una stella a cinque punte gialla con occhi e bocca, dotata di coda. Eta Beta decide di adottare una giovane cometa, che battezza Beta e che apparirà anche in altre due storie (Topolino & Eta Beta e la Cometa Teta del 1993 e Topolino e Eta Beta e la coda delle comete del 1995, entrambe sempre del duo Michelini-De Vita). La cometa Beta è dotata di speciali poteri: la sua coda produce una "polvere magica" che fa fluttuare gli esseri viventi come se fossero senza peso, e che accelera la nascita e la crescita dei fiori (in Topolino e la Cometa Beta e Topolino & Eta Beta e la Cometa Teta sembra che soltanto Beta abbia questo potere, mentre in Topolino e Eta Beta e la coda delle comete anche le altre "comete bambine" possiedono, in parte, la capacità di far nascere i fiori e di respingere gli esseri malvagi). In Topolino & Eta Beta e la Cometa Teta compare anche la Cometa Teta, dal "volto" quasi completamente annerito (il motivo si scoprirà solo nella storia): inizialmente è nemica di Beta e vuole vendicarsi di un "torto" subito; ma le due si riappacificheranno e riappariranno amiche inseparabili nella successiva Topolino e Eta Beta e la coda delle comete.
- Lith: è un aiutante di Eta Beta nella serie Ultraheroes ed è in realtà un robot, componente fondamentale dell'Ultramachine.
- Emuloidi (Squee): sono dei piccoli alieni gialli, somiglianti a dei clacson e capaci di assumere l'aspetto del loro padrone, pur rimanendo gialli. Per fare ciò, essi impigriscono gli sfortunati padroni. Nella loro storia di debutto, "Topolino e gli incontenibili Squee", su sceneggiatura e disegni di Casty, un Emuloide, portato sulla Terra per errore da Eta Beta, ha cominciato a duplicarsi e dopo esser diventato famoso con il nome di Squee, ha impigrito tutta Topolinia.
- Fidanzate: ha avuto diverse fidanzate, la prima delle quali, il cui nome non viene rivelato, appare in fotografia nella sua storia d'esordio e sembra un po' la sua versione femminile; la seconda, Neema (Pluisa Pcaterina Psofronia Pcleopatra Psibilla - apparsa nella storia Eta Beta e la cometa al fenantrone e poi di nuovo in Topolino nel mondo di Eta Beta) è abbastanza permalosa e ha un aspetto simile alla prima e anch'essa vive con Eta Beta nel futuro; poi Stella - apparsa nella storia "Eta Beta e la cotta stellare" - una bella ragazza amica di Minni ed Eta Beta si innamorerà perdutamente di lei, non avendo però il coraggio di arrivare a dichiararglielo.

## Influenza culturale
Il progettista italiano di elettronica audio Bartolomeo Aloia ha presentato sulla rivista Suono n. 172 di settembre 1987 il progetto di un amplificatore audio di elevata qualità destinato all'autocostruzione. Sulla rivista Suono n. 177 del febbraio 1988, pag. 30, Aloia ha attribuito alla propria creatura il nome di Eta Beta con la seguente motivazione: “Mi era venuto in mente ETA cioè Esoteric Translinear Amplifier, dove la parola translinear sta ad indicare l’accenno ad un trasferimento lineare di corrente che si fa in questo amplificatore per mezzo del servocontrollo di corrente inseribile a piacere. E mi è venuto in mente anche BETA, cioè Baby ETA, dove la parola baby sta a porre l’attenzione sulla differenziazione tra questo amplificatore e i suoi fratelli maggiori della stessa famiglia e dal peso pecuniario da un minimo di tre volte superiore. Ed allora perché non chiamarlo “Eta Beta” in ricordo del simpatico personaggio di Topolino, caro agli anni della nostra adolescenza?” L'amplificatore ebbe un ottimo successo, per cui ne fu prodotta anche una versione commerciale con il nome ST-140.